# Márcio Máximo
Márcio Máximo Barcellos, mais conhecido como Márcio Máximo (Rio de Janeiro, 29 de abril de 1962), é um treinador de futebol brasileiro. Atualmente está sem clube. Recentemente fez alguns cursos na CBF, dentre eles a Licença A e o curso PRO ao lado de grandes treinadores.

## Carreira
Márcio Máximo iniciou como treinador nas Seleções Brasileiras Sub-17 e 20. Em seguida, treinou o Mesquita e o Barra da Tijuca FC, depois seguiu-se para o mundo árabe, onde comandou a Seleção sub-20 do Qatar e o Al-Ahli. e em 1998, estagiou no Union Berlin, da Alemanha.
Passou a exercer o cargo de treinador da Seleção das Ilhas Cayman a partir do ano de 1998 onde permaneceu no cargo até novembro de  2002. Depois foi para a Escócia, onde treinou o Livingston, onde foi o primeiro treinador brasileiro no Reino Unido. após isso, em junho de 2006, foi nomeado como novo treinador da Tanzânia, onde permaneceu até julho de 2010. Depois disso, recebeu propostas para trabalhar no futebol brasileiro, quando em dezembro de 2011, foi anunciado como treinador do Democrata de Governador Valadrares, para a temporada 2012 no Campeonato Mineiro de 2012. depois disso foi sondado por várias seleções africanas e clubes do exterior, porém acabou acertando com a Francana para o Campeonato Paulista de 2013.

Após o término do Paulista, Márcio Maximo trabalhou como comentarista dos jogos da Série C de 2013, no canal TV Brasil. mas em Julho de 2014, acertou seu retorno a Tanzânia, para comandar o Young Africans, onde esteve até o fim do ano passado. em fevereiro de 2015, retornou ao Brasil para comandar o Prudentópolis, porém não evitou o rebaixamento no Campeonato Paranaense, se desligando depois. Márcio Maximo assumiu o comando do Costa Rica EC, do interior do Mato Grosso do Sul, em 2 de dezembro de 2016, ele está comandou o clube em 2017.